# شيزوكا إيتو
شيزوكا إيتو (伊藤静 إيتو شيزوكا) هي مؤدية أصوات يابانية ولدت في 5 ديسمبر 1980 في طوكيو.

## أدوارها في الأنمي

### مسلسلات أنمي تلفزيونية
- الفرسان والسحر - هيلفي أوبيري
- دوت هاك روتس - سابورو
- إكس إكس إكس هوليك - هيماواري كونوغي
- إكس إكس إكس هوليك: كي - هيماواري كونوغي
- أختي لا يمكن لها أن تكون بهذه الظرافة - إيوري فيت سيتسونا
- أرشيف دانتاليان - فيونا
- أسطورة الأبطال الأسطوريين - إينا أستو
- أسطول الزجاج - سيلوا
- إل كازادور دي لا بروها - نادي
- المعلم الساحر نيغيما! - ميسا كاكيزاكي
- نيغيما!؟ - ميسا كاكيزاكي
- إندكس معينة خاصة بالسحر - كاوري كانزاكي
- إندكس معينة خاصة بالسحر II - كاوري كانزاكي
- إندكس معينة خاصة بالسحر III - كاوري كانزاكي
- أوكامي-سان ورفاقها السبعة - ريوكو أوكامي
- آيرون مان - نانامي أوتا
- باسكواش! - سيلا دي ميراندا
- باكانو! - رايتشل
- بامبكين سيزرز - أليس
- بلاسريتر - أماندا ويرنر
- بوكيمون بلاك/وايت - بيانكا
- تسوباسا كرونيكل - شون يان
- تسوكيهيمي: أسطورة القمر - أكيها تونو
- تنجن توبا جورين لاجان - داري، بوتا
- تيرافورمارز - ميشيل كاي ديفيس
- تيرافورمرز ريفنج - ميشيل كاي ديفيس
- دانس إن ذا فامباير باند - نانامي شينونومي
- دي جرايمان - لينالي لي، ليلو
- زعيم الشر في المقعد الأخير - فوجيكو إيتو
- سايكو-باس - يايوي كونيزوكا
- سايكو-باس 2 - يايوي كونيزوكا
- سولتي راي - سيلفيا بان
- سيكيري - بينيتسوباسا
- سيكيري Pure Engagement - بينيتسوباسا
- شاكوغان نو شانا - ويلهيلمينا كارميل
- شاكوغان نو شانا II - ويلهيلمينا كارميل
- شاكوغان نو شانا III(فاينل) - ويلهيلمينا كارميل
- فصل الاغتيال - إيرينا ييلافيتش
- فصل الاغتيال SECOND SEASON - إيرينا ييلافيتش
- فايري تايل - فلير كورونا
- كاتاناغاتاري - كيغوتشي زانكي
- نشأة الآليين - تالا، سالي, لينا
- هاياتي نو غوتوكو! - هيناغيكو كاتسورا
- هاياتي نو غوتوكو!! - هيناغيكو كاتسورا
- هاياتي نو غوتوكو! CAN'T TAKE MY EYES OFF YOU - هيناغيكو كاتسورا
- هاياتي نو غوتوكو! Cuties - هيناغيكو كاتسورا
- يورمنغاند - كوكو هيكماتيار
- يورمنغاند PERFECT ORDER - كوكو هيكماتيار
- يونغ بلاك جاك - مايكو أوكاموتو
- ياترمان الليلي - ألويت، دوروثي
- بريزون سكول - ميكو شيراكي
- الجثة المدفونة تحت قدمي ساكوراكو-سان - ساكوراكو كوجو
- ووركينغ!! - كوزوي تاكاناشي
- ووركينغ'!! - كوزوي تاكاناشي
- ووركينغ!!! - كوزوي تاكاناشي
- لعبة الجوكر - ماري توريس
- مغامرة جوجو الغريبة: الماس لا ينكسر - توموكو هيغاشيكاتا (الصوت الثاني)
- فيت/كاليد لاينر بريزما إليا - لوفياجيليتا إيدلفيلت
- فيت/كاليد لاينر بريزما إليا زفاي! - لوفياجيليتا إيدلفيلت
- فيت/كاليد لاينر بريزما إليا زفاي هيرتز! - لوفياجيليتا إيدلفيلت
- فيت/كاليد لاينر بريزما إليا دراي!! - لوفياجيليتا إيدلفيلت
- فيت/ستاي نايت Unlimited Blade Works - لوفياجيليتا إيدلفيلت
- كادو والجواب الصحيح - ريتسو ناتسومي
- ري لايف - ميتشيرو سايكي
- أوكالتيك ناين - توكو سوميكازي
- غارغانتيا في الكوكب الأخضر - بيلوز
- شوكوغكي نو سوما: الطبق الثالث - ريندو كوباياشي
- شوكوغكي نو سوما: الطبق الثالث: قطار توتسوكي - ريندو كوباياشي
- شوكوغكي نو سوما: الطبق الرابع - ريندو كوباياشي
- كوكورو كونكت - مايكو فوجيشيما
- برج الحاكم - آذار السوداء
- هاي سكور غيرل - مويمي غودا
- هاي سكور غيرل II - مويمي غودا
- حارسات التوجي - ميناتو إيتو
- مخيم الإسترخاء - مينامي توبا
- هاي سكول DxD - أكينو هيميجيما
- هاي سكول DxD نيو - أكينو هيميجيما
- هاي سكول DxD بورن - أكينو هيميجيما
- هاي سكول DxD هيرو - أكينو هيميجيما

### أنمي الإنترنت
- سيلور مون كريستال - ميناكو آينو/سيلور فينوس

### أوفا أنمي
- إكس إكس إكس هوليك: رو - هيماواري كونوغي
- إكس إكس إكس هوليك: شونموكي - هيماواري كونوغي
- المعلم الساحر نيغيما!: الربيع - ميسا كاكيزاكي
- المعلم الساحر نيغيما!: الصيف - ميسا كاكيزاكي
- المعلم الساحر نيغيما!: الجناح الأبيض ALA ALBA - ميسا كاكيزاكي
- المعلم الساحر نيغيما!: عالم آخر - ميسا كاكيزاكي
- شاكوغان نو شانا S - ويلهيلمينا كارميل

### أفلام أنمي
- إكس إكس إكس هوليك: حلم ليلة منتصف الصيف - هيماواري كونوغي
- تنجن توبا جورين لاجان: فصل جورين - بوتا، داري
- تنجن توبا جورين لاجان: فصل لاجان - بوتا، داري
- سايكو-باس: الفيلم - يايوي كونيزوكا
- هاياتي نو غوتوكو! HEAVEN IS A PLACE ON EARTH - هيناغيكو كاتسورا
- إندكس معينة خاصة بالسحر: معجزة إنديميون - كاوري كانزاكي

## أدوارها في ألعاب الفيديو
- تيلز أوف هارتس - إينيس لورنتز
- دراكنغارد 3 - فايف
- سايكو-باس: مانداتوري هابينيس - يايوي كونيزوكا

## أدوارها في الدبلجة اليابانية
- حرب النجوم: حرب المستنسخين - أسوكا تانو
- ترانسفورمرز: برايم - آرسي

## وصلات خارجية
- شيزوكا إيتو على موقع IMDb (الإنجليزية)
- شيزوكا إيتو على موقع ميتاكريتيك (الإنجليزية)
- شيزوكا إيتو على موقع روتن توميتوز (الإنجليزية)
- شيزوكا إيتو على موقع روتن توميتوز (الإنجليزية)
- شيزوكا إيتو على موقع ميوزك برينز (الإنجليزية)
- شيزوكا إيتو على موقع أول موفي (الإنجليزية)
- شيزوكا إيتو على موقع ديسكوغز (الإنجليزية)
- شيزوكا إيتو على موقع قاعدة بيانات الفيلم (الإنجليزية)
- شيزوكا إيتو على موقع ANN person (الإنجليزية)
- صفحة IMDb